# 映画ドラえもん のび太の絵世界物語
『映画ドラえもん のび太の絵世界物語』（えいがドラえもん のびたのえせかいものがたり）は、2025年3月7日に公開の日本のSFアニメーション映画。藤子・F・不二雄の漫画『ドラえもん』を原作とした、「映画ドラえもん」シリーズ通算第44作目（アニメ第2作2期シリーズ第19作目）である。監督は寺本幸代、脚本は伊藤公志が務める。「映画ドラえもん」シリーズ45周年記念作品。
キャッチコピーは「みんなの色で、世界はあざやかになる」。

## ストーリー
13世紀、湖の中央にある小島の石造りの城で、お姫様クレアは幼なじみのマイロの描く絵のモデルとなり、絵を描いていた。ある日、クレアが退屈して怒り出し、城下町のはずれにある迷いの森に入ると、突然ブラックホールのような時空間に吸い込まれてしまう。
現代、のび太たちは「はいりこみライト」というひみつ道具で絵の世界に入り、絵を参考にしようとしていた。のび太が課題の絵を描くのを諦め、消しゴムを天井に投げたところ、天井に穴が開き、消しゴムが消え、代わりに絵が降ってきた。その絵にはホログラムのように色が変化するコウモリが描かれており、不思議に思ったドラえもんとのび太は絵の中の女の子に会うため、「はいりこみライト」で絵の世界に入る。
しかし、絵の中の女の子、クレアがたまたま「はいりこみライト」の出口に入り、現代に出てきてしまう。現代で、クレアは土足で部屋に入ってしまい、のび太のママに見つかって追いかけられる。ちょうどその時、のび太のパパが見ていたニュースで、湖の絵画が取り上げられており、その青色が現代では再現できない特別な色だということが報じられる。その色を出せる石が見つかれば、ダイヤモンド以上の価値があるとされていた。
のび太のママから逃げ、外に出たクレアは現代の世界に驚きながら歩き、蝶を見つけて追いかけ始める。工事現場に迷い込んだクレアを、しずかが助け、その場にいたジャイアンとスネ夫と一緒にスネ夫の家へ向かう。途中でドラえもんたちと出会い、みんなで一緒にスネ夫の家に入る。
クレアは新聞に掲載された湖の絵画を目にし、その絵に描かれた城が故郷・アートリアだと気づく。ドラえもんたちは、のび太の家に落ちてきたその絵の中の森に入り込むが、城を見つけることはできなかった。道に迷っていると、赤いコウモリ・チャイがのび太を襲う。皆は森の中でさらに探し続けるが、色のない絵の端にたどり着いてしまう。ドラえもんが途方に暮れる中、偶然にも別の絵世界の出口に落ち、そこでアートリアの城を見つける。
ドラえもんは、ここがのび太の家に落ちてきた絵のもう半分だと気づく。あの半分が「はいりこみライト」で照らされたため、ここからも出ることができた。つまり、ここは現実の世界だった。のび太たちは城を囲む湖のほとりにたどり着き、湖の色があの不思議な青、アートリアブルーだと知る。クレアはそこで絵を描いているマイロと再会するが、マイロはクレアよりもずっと背が高くなっていた。マイロから、クレアが姿を消してからすでに4年が経過していること、そしてクレアが4年前の姿のままであることを聞く。
4年前、クレアが失踪した後、占い師はこれが伝説の悪魔・イゼールの呪いだと語り、その復活は世界の滅亡を意味すると警告していた。宮廷画家のマイロの父は、王と王妃を慰めるためにクレアの絵を描いた。ドラえもんたちは、マイロが描いた建物の設計図を見て、「水ビル建築機」を使ってその建物を作り上げる。
夜、のび太はマイロが描いたクレアの絵を見るが、その目は色が塗られていなかった。マイロは、クレアの目の色にはアートリアブルーが必要だが、その色を作り出すことができないと語る。のび太が絵の描き方を教えてほしいと頼むと、マイロは「大好きなものを大好きだって思いながら描けばいい」と答える。そこで、のび太はクレヨンでドラえもんを描いた。
翌朝、皆は城へ向かい、王と王妃に会う。道中、美術商人のパルと出会う。パルはクレアが戻ったことを知り、彼女を「不思議の国のアリス」にたとえる。王と王妃に会った後、ドラえもんたちへの感謝として、侍従のソドロに命じ、ドラえもんたちを食事に案内させる。ギャラリーを通り過ぎる際、イゼールの絵を見つけ、その左右には赤き竜と青いコウモリの絵があった。さらに、絵画泥棒の存在についても知る。
ドラえもんたちは現代に戻るが、ある日、ドラえもんとのび太が留守の間に、ジャイアンとスネ夫が再び絵の中に入ってしまう。ある夜、クレアとチャイが絵から出てきて、のび太たちにジャイアンとスネ夫が絵画を盗んだとして捕まったことを告げる。城に戻ろうとした際、門番に阻まれ、城内で別のクレアを見かける。チャイによると、ギャラリーでパルが暗がりから皆をじっと見つめていたという。ドラえもんは、「不思議の国のアリス」が19世紀の本であることから、パルが未来人だと気づく。
ドラえもんたちはパルの家を探すことを決める。捜索中にジャイアンとスネ夫が地獄谷で処刑される予定だと知り、しずかとクレアが彼らを救いに向かい、ドラえもんとのび太はパルの捜索を続ける。危機一髪で、しずかがジャイアンとスネ夫を救出する。ドラえもんたちはパルの家を見つけ、「ころばし屋」を使ってパルを制圧するが、パルが実はタイムパトロールの隊員だと判明する。しずかはニセクレアを見破り、それがソドロが操る「ヒトマネロボット」だと突き止める。ソドロも未来人だった。正体を暴かれたソドロは王とクレアを人質に取り、「グッスリロングまくら」を使ってしずかたちを眠らせて逃げる。その後、駆けつけたマイロとチャイも眠らされるが、マイロはしずかを起こす。
パルによると、彼は絵画泥棒のソドロを追跡中に絵が二つに切られた。ソドロが投げ捨てた絵の半分がのび太の家に落ち、同時にのび太が投げた消しゴムがソドロの鼻に当たったのだ。
ソドロを捕まえようとするドラえもん・のび太・パルの3人は王とクレアを救出するが、ソドロに「はいりこみライト」を奪われる。ソドロは絵の中のイゼールを解放するが、イゼールが放つ光の波動に当たり、色を失って石化してしまう。パルと王も石化する。しずかはドラえもん・のび太・クレアの3人を救出する。
イゼールは「はいりこみライト」を飲み込み、絵の中の悪魔を解放する。ドラえもんたちは悪魔と戦う中で、悪魔が水に触れると溶けることを発見し、絵から出てきた者は皆水を恐れると悟り、水銃でイゼールを攻撃することを決める。しかし、イゼールは光線を放ち、赤き竜の絵を照らすと、それが伝説の世界を沈める赤き竜に変身する。
城を破壊し、イゼールはしずか・スネ夫・ジャイアンを次々と石化させる。石化したしずかを見て戦う決意をしたクレアも石化してしまう。ドラえもんは「モーゼステッキ」を使って湖の水を分け、のび太とマイロはのび太が描いたドラえもんの絵を持ってイゼールを湖中に誘い込む。チャイは湖の下で何かを見つける。
ドラえもんは「モーゼステッキ」で湖を閉じようとし、イゼールを溶かそうとするが、湖の水もイゼールの光波で照らされ、石化してしまう。イゼールはドラえもんたちに光波を放ち、ドラえもんは「ひらりマント」で防ぐが、アートリア全体が色を失ってしまう。
イゼールはマイロの設計図に基づいて建てられた建物の上に立ち、ドラえもんはある作戦を思いつくが、攻撃中に石化されてしまう。のび太はイゼールの攻撃を避けながら、自分が描いたドラえもんの絵の中に入り、絵の中のドラえもんからひみつ道具を手に入れる。その道具は「水加工用ふりかけ」だった。マイロが「本物クレヨン」で描いたパチンコを使い、のび太は「水加工用ふりかけ」を建物に撃ち込む。建物は水に戻り、イゼールを溶かす。世界に色が戻る。
チャイは青い石をつかんで戻り、皆は湖の底でアートリアブルーを生み出す石を発見する。その青色があれば、マイロはクレアの目を描くことができる。
「はいりこみライト」が水をかぶってショートし、チャイが消える。実はチャイは絵世界から出てきた存在だった。しかし、クレアもまたぼやけ始め、実はこのクレアも絵から出てきた存在だった。
王と王妃が悲しみに暮れる中、パルは1人の人物を連れてくる。それは10歳のクレアだった。パルは時空ホールで彼女を見つけ、救い出していた。クレアはドラえもんたちを知らないが、6歳の時に見た夢の中で起こったことをすべて覚えていると言う。
現代、ニュースで新たな絵が発見されたと報じられる。それはのび太の家に落ちてきた、森の中のクレアが描かれた絵だった。ただし、青いコウモリが赤いチャイの姿に変わっており、さらにマイロやドラえもんたち数人の姿も加わっていた。さらに、ニュースでは中世の子供の落書きも発見されたと伝え、それはのび太が描いたドラえもんの絵だった。評論家はその絵に価値はないと述べたが、のび太のパパは、その絵には作者が好きなものを描いた気持ちが伝わると評し、いい絵だと称賛した。

## 登場人物

### レギュラーキャラクター
ドラえもん
声 - 水田わさび
子守りネコ型ロボット。野比のび太を一人前の大人にするため、22世紀の未来からやってきた。
本作では、クレアたちが「ロボット」を知らないため、自身を「魔法使い」と称し、魔法使いの格好をした。
野比 のび太（のび のびた）
声 - 大原めぐみ
ドラえもんに面倒を見てもらっている小学生。勉強も運動も苦手、何をやらせてもドジばかりの少年。
本作では、絵が苦手。アートリアでへたっぴドラえもんのクレヨン絵を描くが、それがイゼールを倒す鍵となる。
源 静香（みなもと しずか）
声 - かかずゆみ
のび太が憧れるクラスメイトの少女。愛称は「しずかちゃん」。
本作では、「無生物さいみんメガホン」を使って普通のホウキを空飛ぶホウキに変え、魔女の姿に扮して地獄谷でジャイアンとスネ夫を救い、ギャラリーでドラえもん・のび太・クレアを救うなど、大活躍する。
剛田 武（ごうだ たけし）
声 - 木村昴
のび太のクラスメイトの友達。乱暴なガキ大将。通称は「ジャイアン」。
本作では、スネ夫とともにアートリアブルーを探そうとするが、絵画泥棒とみなされ地獄谷で処刑されそうになる。イゼールの光波に撃たれる際、のび太とマイロを救い、自身は石化してしまう。
骨川 スネ夫（ほねかわ すねお）
声 - 関智一
のび太のクラスメイトの友達。家庭が裕福であり、自慢話が好きな少年。
本作では、ジャイアンとともにアートリアブルーを探そうとする。アートリアでクレアとチャイにチョコレートをあげ、二人ともとても気に入った。
野比 玉子（のび たまこ）
声 - 三石琴乃
のび太の母。本作では、土足で家に入ったクレアを追いかける。
野比 のび助（のび のびすけ）
声 - 松本保典
のび太の父。絵が上手。
本作ではのび太に絵の描き方を教える。物語の終盤、ニュースで見たのび太が描いたへたっぴドラえもんの絵を「いい絵」と称賛する。
ジャイアンのママ
声 - なし
本作ではスネ夫が「イメージベレー帽」を使った空想の中でのみ登場する。セリフはない。

### ゲストキャラクター

#### アートリア
クレア
声 - 和多田美咲
本作のキーパーソン。アートリアから来た少女で、アートリアの姫。
4年前、6歳の時に時空ホールに巻き込まれて行方不明になる。のび太の家に落ちてきた絵から現実世界に現れ、4年前の6歳の姿のままだった。目の色はアートリアブルーと同じである。お風呂が嫌い。スネ夫がくれたチョコレートが好きだが、流しそうめんや「ほんやくコンニャク」は嫌い。
物語の終盤で、彼女が現実世界の人間ではなく、絵から出てきた存在であることが判明し、「はいりこみライト」が壊れた後に消えてしまう。しかし、パルが時空ホールで漂っていた10歳の彼女を救い出す。
マイロ
声 - 種﨑敦美
アートリアに住む絵の上手な少年で、アートリア城の宮廷画家の息子。クレアの幼なじみ。
絵に夢中になり、クレアを怒らせてしまう。のび太に「大好きなものを大好きだと思いながら描けばいい」と教える。アートリアブルーを見つけたいと願い続けており、それでクレアの目の色を描き、自分の気持ちを表現しようとしている。
チャイ
声 - 久野美咲
羽の生えた小さな悪魔。
性格が悪く、森で迷った人を襲うのが好き。弱点はクレアに尻尾をつかまれること。スネ夫がくれたチョコレートが大好きで、チョコレートをくれればどんなことでもする。物語の終盤、湖の下でアートリアブルーの石を見つける。「はいりこみライト」が壊れた後、現実世界の存在ではないことが判明する。
パル
声 - 鈴鹿央士
アートリア公国の美術商人。マイロの絵を評価している数少ない人物で、作品を度々買い取っている。
その正体はタイムパトロール隊員。タイムハンターのコソ・ドロイロを逮捕するため、美術商人としてアートリア公国で捜査をしていた。
アートリア王
声 - 伊達みきお（サンドウィッチマン）
アートリア公国の王。クレアをイゼールの攻撃から守るために石化された。ニセクレアがジャイアンとスネ夫を処刑しようとしたとき、子供に死刑を課すのはかわいそうだと思った。
アートリア王妃
声 - 藤本美貴
アートリア公国の王妃。4年前に行方不明になった娘を探し続けている。
ソドロ
声 - 山路和弘
アートリア王に仕える道化師。
その正体は全時代で指名手配されているタイムハンター「コソ・ドロイロ」。アートリアブルーの原石を探しており、その傍ら城のギャラリーから絵画を盗み出していた。変装の名人で、クレアが行方不明となった際に占い師としてアートリア公国を訪れ、その後道化師のソドロとして再び王に取り入っていた。本人曰く自身が行う占いは良く当たり、アートリアブルーを探していたのも見つかるという結果が出ていたためであった。
イゼール
声 - 石井康嗣
アートリアに伝わる伝説の悪魔。「はいりこみライト」によって現実に姿を現してしまう。その光の波動で攻撃されると、色を失って石化してしまう。
マイロの父
声 - なし
マイロの父で、宮廷画家。1年前に亡くなった。セリフはない。
アートリアブルーの作り方を知っていたが、亡くなる前にマイロに伝えなかった。「アートリア湖の城」はその作品である。クレアが失踪した後、王と王妃を慰めるため、森の中のクレアと青いコウモリを描いた絵を制作した。この2つの絵は現代まで残り、現代の評論家によって数十億円、数百億円の価値があると評価された。
門番
声 - 井口祐一
アートリア城の門番。

#### その他
評論家
声 - 富澤たけし（サンドウィッチマン）
ニュース番組『ワイドF』に出演する美術評論家。移転作業中の美術館で発見された、謎の絵画について解説する。
司会者
声 - 天月
ニュース番組『ワイドF』の司会者。
ミノタウロス
声 - 拝真之介
物語の冒頭、ドラえもんとのび太が「はいりこみライト」で入った絵画の中で、二人を追い回す。
現場監督
声 - 田島章寛
クレアが誤って入った工事現場の現場監督。
店の女性
声 - 松井暁波、久保田ひかり
猫
声 - 木村珠莉

## 登場ひみつ道具
はいりこみライト
ムード盛り上げ楽団（OPに登場）
水加工用ふりかけ
みずもどしふりかけ
水ビル建築機
ほんやくコンニャク
メガネ経年代測定器
きせかえカメラ
イメージベレー帽
グルメテーブルかけ
タイム手ぶくろとめがね
パトボールとモニタ
糸なし糸電話
とうめいマント
スペアポケット
無生物さいみんメガホン
かるがるつりざお
タケコプター
通りぬけフープ
ころばし屋
ナゲーなげなわ
空気砲
ショックガン
瞬間接着銃
ヒラリマント
バショー扇
本物クレヨン
スーパー手ぶくろ
モーゼステッキ
瞬間クリーニングドライヤー
復元光線
拡声器
水鉄砲
ソドロが使う道具
ヒトマネロボット
グッスリロングまくら
万能わな

## 設定
アートリア公国
本作の舞台。13世紀の中世ヨーロッパ（中世盛期）南東部にある公国。
数百年後に火山の噴火で滅亡し歴史から消える運命にあるため、のび太たちが住む時代ではその存在が知られていない。
小説版ではヨーロッパ南東の山岳地帯で行われた発掘調査で、未知の文明として遺跡が発見される。
アートリアブルー
見る角度で色彩が変わる不思議な青と、その色を作り出すことが出来る鉱石。鉱石の在処や詳細についてはアートリア代々の宮廷画家にのみ伝えられる秘密だった。評論家によると現代でこの色の再現は不可能であり、その鉱石が発見されればダイヤモンド以上の価値があるという。
時空ホール
時間の歪みが大きくなった時に現れる裂け目。
タイムトリッパー
時空ホールに巻き込まれた者。時空をさまよい続け、別の時代に流れ着く場合もある。
同作者（藤子・F・不二雄）の作品『T・Pぼん』にも登場する呼称で、「時間転移者」とも呼ばれる。
タイムハンター
タイムマシンを使って過去に遡り、歴史を変えない範囲で泥棒を行う犯罪者。
タイムパトロール
タイムトリッパーの救助やタイムハンターの逮捕などを行う未来の組織。隊員はタイムボートと呼ばれるタイムマシンを使用する。
本作の小説版では「全時代において、不幸な死を遂げたり、時のはざまに陥った人たちを助ける未来の組織」と説明されており、タイムトリッパーの救出に関しては「歴史を変えないと判断した時に限る」というルールがあるなど、『T・Pぼん』に登場するタイムパトロールの設定に基づいた組織となっている。

## スタッフ
| 原作                             | 藤子・F・不二雄 |
| 監督 絵コンテ                    | 寺本幸代 |
| 企画・監修                       | 藤子プロ |
| 脚本                             | 伊藤公志 |
| キャラクターデザイン・総作画監督 | 山下晃 |
| サブキャラクターデザイン         | 西村理恵 |
| プロップデザイン                 | 鈴木勤 西村理恵、平井あかね |
| 演出                             | 腰繁男、藤倉拓也、小笠原卓也 |
| 作画監督                         | 岸野美智、山川浩臣、三輪修、藤原巧和、西村理恵、中本和樹、岡昭彦、茂木琢次、堤舞、辻繁人、志村隆行、丸山宏一 |
| メカニック・エフェクト作画監督   | 鈴木勤 |
| エフェクト作画監督補佐           | 遠藤正明 |
| 動画検査                         | 濱田夢子、堀之内梨絵、八木里沙子 |
| 色彩設計                         | 倉内美幸 |
| 色指定・検査                     | 松浦晴花、和田舞奈、あかほりくみこ |
| 美術監督                         | 友澤優帆 |
| 背景美術                         | コミックス・ウェーブ・フィルム |
| 3DCG                             | オクティグラフィカ（神林憲和 他） |
| 2Dデザイン                       | flapper3 Inc.（江藤昇 他） |
| 撮影監督                         | 末弘孝史 |
| 撮影特殊効果                     | 大矢創太 |
| 撮影                             | アニメフイルム |
| 特殊効果                         | 佐藤香織 |
| 編集                             | 小島俊彦 |
| 編集スタジオ                     | 岡安プロモーション |
| 編集助手                         | 山田健太郎、中山翔太 |
| 録音監督                         | 田中章喜 |
| 音響効果                         | 北田雅也 |
| 音響制作                         | AUDIO PLANNING U |
| 音楽                             | 服部隆之 |
| 音楽協力                         | テレビ朝日ミュージック |
| 学術考証                         | 東京藝術大学（越川倫明、日高翠、民部有桂） |
| 制作協力                         | 有限会社加山、皇居三の丸尚蔵館 |
| 制作事務                         | 平山友紀 |
| 設定制作                         | 有田崇成 |
| 制作進行                         | 森下尚勇輝、高坂走、鴫原快飛、濵口あかね |
| 制作デスク                       | 吉田拓斗 |
| おまけ映像                       | 矢嶋哲生、冨樫友紀、安田周平、増子裕美、原口ちはる、尾山景子、羽田智織、加来由加里、守本優子、コミックス・ウェーブ・フィルム、R.I.C 松谷早苗、堀越智子、中村瑛利子、Creative Freaks、川口隆浩、Stay、アニメフイルム |
| チーフプロデューサー             | 吉田健司、中島進 |
| プロデューサー                   | 與儀祥子、佐々木礼子、白倉由紀子、佐藤大真 |
| 製作                             | 「映画ドラえもん」製作委員会 （藤子プロ、小学館、テレビ朝日、ADK、ShoPro、シンエイ動画） |
| 配給                             | 東宝 |

## おまけ映像
第2期の映画では恒例となっている、エンドロール後のおまけ映像（次作の予告）は、絵の中から出てきたドラえもん→水に沈む→イルカ・ウミガメ・カクレクマノミ・サンゴ礁・クジラ・イワシなどの海の生き物→サメがドラえもんを襲う→ヒトデや貝殻と「2026年春公開決定!」の文字。

## 音楽

### オープニングテーマ
「夢をかなえてドラえもん」
歌 - mao / 作詞・作曲 - 黒須克彦 / 編曲 - 大久保薫 / コーラス - ひまわりキッズ（日本コロムビア）
オープニングテーマとして起用されたのは『のび太の月面探査記』（2019年）以来6年ぶりとなる。
オープニングアニメーションはドラえもんたちが世界中の絵画に入り込み遊ぶという内容になっている。映像に含まれる作品は以下の通り。
| 絵画作品名                                     | 作者                         | 国別                                                   |
| ---------------------------------------------- | ---------------------------- | ------------------------------------------------------ |
| 椿姫                                           | アルフォンス・ミュシャ       | オーストリア＝ハンガリー帝国 （現： チェコスロバキア） |
| 星月夜                                         | フィンセント・ファン・ゴッホ | オランダ                                               |
| 叫び                                           | エドヴァルド・ムンク         | ノルウェー                                             |
| 生命の樹（英語版）                             | グスタフ・クリムト           | オーストリア＝ハンガリー帝国 · （現： オーストリア）   |
| 紅白梅図屏風                                   | 尾形光琳                     | 日本                                                   |
| 仔犬図                                         | 円山応挙                     | 日本                                                   |
| 雪松図屏風                                     | 円山応挙                     | 日本                                                   |
| 金魚づくし                                     | 歌川国芳                     | 日本                                                   |
| 雪中錦鶏図                                     | 伊藤若冲                     | 日本                                                   |
| 名所江戸百景・大はしあたけの夕立               | 歌川広重                     | 日本                                                   |
| 桜花に富士図                                   | 葛飾北斎                     | 日本                                                   |
| 富嶽三十六景・神奈川沖浪裏                     | 葛飾北斎                     | 日本                                                   |
| 北斎漫画・百面相                               | 葛飾北斎                     | 日本                                                   |
| 婦女人相十品・ビードロを吹く娘                 | 喜多川歌麿                   | 日本                                                   |
| 見返り美人図                                   | 菱川師宣                     | 日本                                                   |
| たとゑ尽の内                                   | 歌川国芳                     | 日本                                                   |
| 三代目大谷鬼次の奴江戸兵衛                     | 東洲斎写楽                   | 日本                                                   |
| 牛乳を注ぐ女                                   | ヨハネス・フェルメール       | オランダ                                               |
| 黒き猫                                         | 菱田春草                     | 日本                                                   |
| 春庭                                           | 菱田春草                     | 日本                                                   |
| 落葉                                           | 菱田春草                     | 日本                                                   |
| 散歩、日傘をさす女性                           | クロード・モネ               | フランス                                               |
| モナ・リザ                                     | レオナルド・ダ・ヴィンチ     | フィレンツェ共和国 · （現： イタリア）                 |
| 赤・青・黄・黒・灰色のコンポジション（英語版） | ピート・モンドリアン         | オランダ                                               |
| 千羽鶴                                         | 加山又造                     | 日本                                                   |
| ドラえもん                                     | 藤子・F・不二雄              | 日本                                                   |

### 主題歌
「スケッチ」
歌・作詞・作曲 - あいみょん（unBORDE/Warner Music Japan）
編曲 - 立崎優介・田中ユウスケ
女性ソロアーティストが主題歌を担当するのは『のび太の宇宙英雄記』（2015年）以来10年ぶり。
映画クレヨンしんちゃんシリーズと映画ドラえもんシリーズの主題歌を両方担当するのはmihimaruGT、ゆずに続き3例目であり、先に『クレヨンしんちゃん』の主題歌を担当し、後に『ドラえもん』の主題歌を担当するのは初となる。

### 挿入歌
「君の夢を聞きながら、僕は笑えるアイデアを!」
歌・作詞・作曲 - あいみょん（unBORDE/Warner Music Japan）
編曲 - Book Blanket・立崎優介・田中ユウスケ
挿入歌の起用は『のび太の宇宙小戦争 2021』（2022年）以来3年ぶりとなり、主題歌と同じ歌手の場合は『のび太の宝島』（2018年）以来7年ぶりとなる。

### サウンドトラック
『映画ドラえもん のび太の絵世界物語 オリジナル・サウンドトラック』を2025年3月5日に発売。全47曲収録。
| 全作曲: 服部隆之。 |                                    |       |            |      |
| #                  | タイトル                           | 作詞  | 作曲・編曲 | 時間 |
| 1.                 | 「青き瞳の少女」                   |       | 服部隆之   | 1:23 |
| 2.                 | 「ミノタウロスの迷宮」             |       | 服部隆之   | 1:05 |
| 3.                 | 「不思議な絵画」                   |       | 服部隆之   | 0:43 |
| 4.                 | 「クレア」                         |       | 服部隆之   | 1:52 |
| 5.                 | 「追いかけっこ」                   |       | 服部隆之   | 0:51 |
| 6.                 | 「蝶を追って」                     |       | 服部隆之   | 1:48 |
| 7.                 | 「ドラえもんは魔法使い?」          |       | 服部隆之   | 0:53 |
| 8.                 | 「わが故郷アートリア」             |       | 服部隆之   | 0:19 |
| 9.                 | 「迷いの森」                       |       | 服部隆之   | 0:38 |
| 10.                | 「小悪魔チャイ」                   |       | 服部隆之   | 0:49 |
| 11.                | 「アートリア城」                   |       | 服部隆之   | 2:20 |
| 12.                | 「市場のにぎわい」                 |       | 服部隆之   | 1:13 |
| 13.                | 「大道芸人」                       |       | 服部隆之   | 1:21 |
| 14.                | 「チョコレイトウ!?」               |       | 服部隆之   | 0:25 |
| 15.                | 「美しきアートリア湖」             |       | 服部隆之   | 0:47 |
| 16.                | 「悪夢」                           |       | 服部隆之   | 0:16 |
| 17.                | 「再会」                           |       | 服部隆之   | 1:20 |
| 18.                | 「マイロの記憶」                   |       | 服部隆之   | 0:41 |
| 19.                | 「砦の流しそうめん」               |       | 服部隆之   | 2:50 |
| 20.                | 「アトリエのマイロ」               |       | 服部隆之   | 0:41 |
| 21.                | 「『いい絵』ってなに?」            |       | 服部隆之   | 1:05 |
| 22.                | 「お城の大広間」                   |       | 服部隆之   | 1:22 |
| 23.                | 「道化師ソドロ」                   |       | 服部隆之   | 0:33 |
| 24.                | 「伝説の絵画」                     |       | 服部隆之   | 0:56 |
| 25.                | 「祝いの宴」                       |       | 服部隆之   | 1:11 |
| 26.                | 「予知夢」                         |       | 服部隆之   | 0:23 |
| 27.                | 「上手に描けたよ」                 |       | 服部隆之   | 0:37 |
| 28.                | 「偽物のクレア」                   |       | 服部隆之   | 0:58 |
| 29.                | 「のび太の大追跡」                 |       | 服部隆之   | 1:30 |
| 30.                | 「パルを追え!」                    |       | 服部隆之   | 1:03 |
| 31.                | 「救出作戦開始」                   |       | 服部隆之   | 1:01 |
| 32.                | 「危機一髪、かるがるつりざお!」    |       | 服部隆之   | 1:44 |
| 33.                | 「本物はどっち?」                  |       | 服部隆之   | 1:18 |
| 34.                | 「ソドロの正体」                   |       | 服部隆之   | 0:41 |
| 35.                | 「タイムパトロール出動!」          |       | 服部隆之   | 2:24 |
| 36.                | 「ころばし屋～伝説の悪魔イゼール」 |       | 服部隆之   | 4:24 |
| 37.                | 「悪魔たちをやっつけろ!」          |       | 服部隆之   | 2:18 |
| 38.                | 「弱点は水だ!」                    |       | 服部隆之   | 4:38 |
| 39.                | 「モーゼステッキ作戦」             |       | 服部隆之   | 1:44 |
| 40.                | 「色の無い世界」                   |       | 服部隆之   | 1:09 |
| 41.                | 「へたっぴドラえもん」             |       | 服部隆之   | 1:10 |
| 42.                | 「くらえ!水もどしふりかけ!」       |       | 服部隆之   | 2:05 |
| 43.                | 「アートリアブルー」               |       | 服部隆之   | 0:59 |
| 44.                | 「突然のお別れ」                   |       | 服部隆之   | 1:15 |
| 45.                | 「おかえり、クレア!」              |       | 服部隆之   | 1:21 |
| 46.                | 「世界を救った絵」                 |       | 服部隆之   | 0:19 |
| 47.                | 「エピローグ」                     |       | 服部隆之   | 0:53 |
| 合計時間:          | 合計時間:                          | 61:16 |            |      |

## 製作

### 企画・スタッフィング
監督は『のび太のひみつ道具博物館』（2013年）以来、12年ぶりに寺本幸代が登板。本作で寺本は声優交代後のアニメ第2作2期シリーズでは初となる、4作目を手掛ける監督となった。
脚本はテレビアニメ『ドラえもん』の脚本を数多く手掛ける伊藤公志が、映画シリーズ初参加で担当する。
キャラクターデザインはこれまでテレビ・映画シリーズの作画監督・原画等を手掛けてきた山下晃が初登板。『のび太と空の理想郷』（2023年）の小林麻衣子、『のび太の地球交響楽』（2024年）の河毛雅妃に続き、『パロルのみらい島』（2014年、若手アニメーター育成プロジェクト「アニメミライ2014」作品としてシンエイ動画が制作）に当時「若手原画」として参加したアニメーターが、3作品連続でキャラクターデザインを務める。
美術監督は『のび太の新恐竜』（2020年）に背景美術として参加していた友澤優帆（コミックス・ウェーブ・フィルム）が初担当する。

### シナリオ・セッティング
「絵を題材にした作品」というオファーを受けた寺本（監督）は、伊藤（脚本）らと共にストーリーを形作っていった。その過程でドラえもんのひみつ道具「絵本入りこみぐつ」のように「絵の中の世界でいろいろできたら面白いんじゃないか?」というアイディアが切り口となり、そこにこれまで『映画ドラえもん』であまり舞台になっていない中世ヨーロッパの雰囲気がミックスされていった。
しかし中世ヨーロッパを題材にした作品は少なく資料にも限りがあったため、『映画ドラえもん』の制作では異例となる海外ロケハンを行い、イタリアの各地を取材。本作の舞台「アートリア公国」のモデルとなった。
また、寺本によると東京藝術大学の先生に取材し、アートの知識などもできるだけ入れ込んだとしており、「絵を題材にしている作品なので、絵の具を作ったり、絵に関する描写がいろいろありますが、そういうところには結構こだわって細かく作りました」と語っている。
本作では、寺本が以前に監督した作品と似たシーンがいくつか登場する。例えば、ドラえもんが「水ビル建築機」のスイッチを押すときに「チンカラホイ」と言う（『のび太の新魔界大冒険』の魔法の呪文と同じ）、『新・のび太と鉄人兵団』や『のび太のひみつ道具博物館』で大活躍した「糸なし糸電話」や「ころばし屋」などのひみつ道具が登場する。

## 発表
| 年     | 日付    | 出来事 |
| ------ | ------- | --- |
| 2024年 | 9月27日 | 本作のタイトル・公開日を発表し、同時に特報・ホームページが公開。 |
| 2024年 | 9月27日 | YouTubeチャンネルで配信された『生配信だよ!ドラえもん：ドラえもん大好き豪華メンバー大集結SP』の番組後半に関智一が、2026年公開予定の『映画ドラえもん』が製作されていることを明らかにした。                  |
| 2024年 | 11月5日 | ゲスト声優で鈴鹿央士が出演する事が発表された。 |
| 2024年 | 12月8日 | 広島で開催されたアリーナツアー「AIMYON TOUR 2024-25“ドルフィン・アパート”」公演で主題歌があいみょんの『スケッチ』であることが発表された。                                                                 |
| 2024年 | 12月8日 | 本ポスタービジュアルと90秒の予告と30秒の特報2が公開。 |
| 2025年 | 1月15日 | ゲスト声優として藤本美貴の出演、あいみょんが挿入歌『君の夢を聞きながら、僕は笑えるアイデアを!』を描き下ろしたことが発表された。                                                                           |
| 2025年 | 1月25日 | お笑いコンビ・サンドウィッチマンがゲスト声優として出演することが発表された。 |
| 2025年 | 1月29日 | 東京都のTODAホールで完成報告会を開催。登壇者は水田わさび、かかずゆみ、木村昴、関智一、鈴鹿央士、藤本美貴、寺本幸代（監督）。                                                                              |
| 2025年 | 2月4日  | 挿入歌『君の夢を聞きながら、僕は笑えるアイデアを!』を使用した予告2を公開。 |
| 2025年 | 2月16日 | 東京都のイイノホールで完成披露試写会を開催。登壇者は鈴鹿央士、藤本美貴、サンドウィッチマン、寺本幸代（監督）。                                                                                            |
| 2025年 | 2月20日 | maoとその所属プロダクションであるPeak A Soul+が、本作のオープニングテーマとして『夢をかなえてドラえもん』が起用されることを発表。                                                                         |
| 2025年 | 2月21日 | 15秒映像スケール篇が公開。 |
| 2025年 | 2月22日 | 15秒映像サンドウィッチマン篇が公開。 |
| 2025年 | 2月23日 | イタリア・ローマの映画館「The Space Cinema Moderno」でワールドプレミアが開催。登壇者は水田わさびとあいみょん。                                                                                            |
| 2025年 | 2月26日 | 公開初日から全国10劇場でドルビーアトモス版の上映が決定。 |
| 2025年 | 2月26日 | 『「映画ドラえもん」シリーズ45周年 スペシャルムービー』が公開。 |
| 2025年 | 3月4日  | 映画に登場するひみつ道具を紹介した動画『【ひみつ道具】『映画ドラえもん のび太の絵世界物語』』が公開。 |
| 2025年 | 3月6日  | スペシャルPV～あいみょん主題歌ver.～が公開。なお、同日は主題歌・挿入歌を担当するあいみょんの30歳の誕生日。                                                                                                |
| 2025年 | 3月8日  | 15秒映像イベント篇が公開。 |
| 2025年 | 3月10日 | 挿入歌「君の夢を聞きながら、僕は笑えるアイデアを!」が流れる本編映像を一部解禁。なお、天月がゲスト声優として出演することが発表された。                                                                     |
| 2025年 | 3月20日 | 「映画ドラえもん」シリーズの45周年を記念して、『のび太の地球交響楽』までの43作品のエンディング総集編が公開。                                                                                              |
| 2025年 | 3月22日 | 2分30秒ダイジェストPVが公開。 |
| 2025年 | 3月25日 | 30秒映像大ピンチ篇と15秒映像大ピンチ篇が公開。 |
| 2025年 | 3月29日 | 映画公開22日間で観客動員数が220万人、興行収入が26億5000万円を突破したことが発表。同日、60秒ダイジェストPVが公開。                                                                                         |
| 2025年 | 4月18日 | 第15回北京国際映画祭で本作を上映。中国の映画館「Emperor Cinemas（北京・三里屯太古里店）」にて、アジア先行上映イベントが開催され、ドラえもんがスペシャルゲストとして登場した。                             |
| 2025年 | 4月26日 | 同日のテレビシリーズ放送後、YouTube『【公式】ドラえもん / 藤子・F・不二雄チャンネル』・『東宝MOVIEチャンネル』で本作のオープニング映像（ノンクレジット版）が2025年6月30日までの期間限定で配信を開始した。 |

## 興行成績
2025年3月7日に公開され、7日～9日の金土日3日間で興収7億0300万0000円、動員57万1000人となり、映画観客動員ランキング（興行通信社調べ）で初登場第1位を獲得。
2025年4月11日〜13日の金土日3日間で観客動員ランキングで第1位を獲得し、6週連続の1位となった。これは『のび太の月面探査記』（2019年）以来、6年ぶりの快挙である。13日時点で累計興行収入は40億円を突破し、アニメ第2作2期シリーズでは7作品目となる興行収入40億円を達成した。
5月6日まで累計興行収入は44.5億円に達し、新型コロナウイルスの流行以降の最高記録であった『のび太と空の理想郷』（2023年）の43.4億円を上回った。
5月18日まで累計興行収入は45.1億円に達し、アニメ第2作2期シリーズでは3作品目となる興行収入45億円を達成した。
|                                        | 動員数 （万人） | 動員数 （万人） | 動員数 （万人） | 興行収入 （億円） | 興行収入 （億円） | 出典・備考                                              |
| 週末                                   | 週末            | 累計            | 週末            | 累計              |                   | 出典・備考                                              |
| -------------------------------------- | --------------- | --------------- | --------------- | ----------------- | ----------------- | ------------------------------------------------------- |
| 1週目の週末 （2025年3月7日・8日・9日） | 1位             | 57.1            | 57.1            | 7.0               | 7.0               | [ 41 ] [ 43 ]                                           |
| 2週目の週末 （3月14日・15日・16日）    | 1位             | 46.7            | 114.4           | 5.8               | 14.1              | [ 44 ] [ 45 ]                                           |
| 3週目の週末 （3月21日・22日・23日）    | 1位             | 28.2            | 177.1           | 3.5               | 21.6              | [ 46 ] [ 47 ]                                           |
| 4週目の週末 （3月28日・29日・30日）    | 1位             | 35.8            | 247.7           | 4.3               | 29.9              | [ 48 ] [ 49 ]                                           |
| 5週目の週末 （4月4日・5日・6日）       | 1位             | 26.3            | 317.2           | 3.2               | 37.9              | [ 50 ] [ 51 ]                                           |
| 6週目の週末 （4月11日・12日・13日）    | 1位             | 14.2            | 340.3           | 1.8               | 40.8              | [ 52 ] [ 53 ]                                           |
| 7週目の週末 （4月18日・19日・20日）    | 2位             | 7.4             | 349.4           | 0.9               | 41.9              | [ 54 ] [ 55 ]                                           |
| 8週目の週末 （4月25日・26日・27日）    | 6位             |                 | 355.0           | 0.6               | 42.6              |                                                         |
| 9週目の週末 （5月2日・3日・4日）       | 9位             |                 |                 | 0.6               | 43.8              | 5月6日（振替休日）まで累計興収44.5億円、動員370.5万人。 |
| 10週目の週末 （5月9日・10日・11日）    | 圏外            |                 | 372.8           | 0.3               | 44.8              |                                                         |
| 11週目の週末 （5月16日・17日・18日）   | 圏外            |                 | 374.9           |                   | 45.1              |                                                         |
| 12週目の週末 （5月23日・24日・25日）   | 圏外            |                 | 376.7           |                   | 45.3              |                                                         |
| 13週目の週末 （5月30日・31日・6月1日） | 圏外            |                 | 378.6           |                   | 45.5              |                                                         |
| 14週目の週末 （6月6日・7日・8日）      | 圏外            |                 | 379.4           |                   | 45.6              |                                                         |
| 15週目の週末 （6月13日・14日・15日）   | 圏外            |                 | 379.8           |                   | 45.7              |                                                         |

## ノベライズ
小説 映画ドラえもん のび太の絵世界物語（ISBN 9784092315044）
小学館ジュニア文庫、2025年2月7日発売（新書判）
原作 - 藤子・F・不二雄 / 著・脚本 - 伊藤公志 / 監督 - 寺本幸代
『のび太の月面探査記』（2019年）の辻村深月、『のび太の地球交響楽』（2024年）の内海照子と同様、映画の脚本家が自ら小説版を執筆した。
コロコロよみもノベル 映画ドラえもん のび太の絵世界物語（ISBN 9784092898103）
小学館、2025年3月5日発売（A5判）
原作 - 藤子・F・不二雄 / 文 - 伊藤公志 / 絵 - 坪井裕美
『コロコロよみもノベル』の創刊第1弾として発売。挿絵は『おはなしドラえもんえほん』シリーズを手掛けてきた坪井裕美。『月刊コロコロコミック』2025年3月号に別冊ふろくとして序盤の44ページが掲載された。

## プロモーション

### 入場者プレゼント
小冊子「映画ドラえもん のび太の絵世界物語『いろいろ!まんがBOOK』」を配布。

### 前売り特典
2024年12月13日に発売を開始した映画前売券の特典として10万名にラバーキーホルダー「わくわく!お絵かきドラ」を配布。

### テレビシリーズ
オープニング
2024年11月9日 - 11月30日・12月7日・12月21日放送回および2025年3月15日・5月10日放送回は『夢をかなえてドラえもん』と共に、過去の『映画ドラえもん』44作品から編集した4種類のスペシャルオープニング映像を放送。映像はYouTube『【公式】ドラえもん / 藤子・F・不二雄チャンネル』でも配信された。2025年4月12日はオープニングで映画主題歌・予告編映像が放送され、2025年4月26日放送回は本作のオープニング映像がテレビ初公開という形で使用された。
45周年映像スタッフ
| 制作スタッフ               | 金沢優汰                                                               |
| ディレクター               | 小原靖広、斉藤芳之（2024年11月9日・2025年3月15日放送回のみクレジット） |
| アシスタントプロデューサー | 中野佑香                                                               |
| プロデューサー             | 神田啓太                                                               |
| 制作協力                   | CREAM                                                                  |

エンディング
2025年1月4日 - 3月22日・4月5日 - 4月19日・5月3日放送回は、エンディングテーマが映画主題歌『スケッチ』に変更され、予告編映像を使用したものとなった。 2025年3月29日放送回は映画挿入歌『君の夢を聞きながら、僕は笑えるアイデアを!』、 2025年4月5日放送回は映像として『スペシャルPV～あいみょん主題歌ver.～』が使用された。
ドラガオじゃんけん
2025年1月4日放送回から、映画の衣装を着たドラえもんがじゃんけんを担当。2025年3月1日放送回は鈴鹿央士が出演し、じゃんけんを行った。

### 関連イベント
シリーズ45周年記念!映画ドラえもんまつり
映画シリーズ45周年を記念して、歴代作品を劇場で楽しめるスペシャル企画。これまでに公開された全43作品のうち、投票で選ばれた6作品が2025年1月17日から2月6日にかけて、全国93館の劇場で期間限定上映される。2024年9月27日から10月31日まで投票を受け付けた。
投票の結果選ばれた6作品は：
- 2025年1月17日から1月23日の上映：

映画ドラえもん のび太と雲の王国（1992年公開）
映画ドラえもん のび太のひみつ道具博物館（2013年公開）
- 2025年1月24日から1月30日の上映：

映画ドラえもん のび太と銀河超特急（1996年公開）
映画ドラえもん のび太と空の理想郷（2023年公開）
- 2025年1月31日から2月6日の上映：

映画ドラえもん のび太のワンニャン時空伝（2004年公開）
映画ドラえもん 新・のび太と鉄人兵団（2011年公開）
この中で『のび太と雲の王国』、『のび太と銀河超特急』、『のび太のワンニャン時空伝』はデジタルリマスター版として初上映となる。
あったらいいな!絵にまつわるひみつ道具絵のコンクール
映画シリーズ45周年を記念して、絵にまつわるひみつ道具を募集したイラストコンテスト。
最優秀賞は応募先共通で映画のエンドロールに名前の掲載、映画パンフレットに応募作品・名前の掲載、映画パンフレットと『大長編ドラえもん』のセットがプレゼントされた。優秀賞は応募先によって別々の商品がプレゼントされたほか、テレビシリーズ2025年3月29日放送回のエンディングで応募作品・名前が紹介された。
「ドラえもん、のび太たちが大活躍する物語」を自由に書こう!物語のコンクール
映画シリーズ45周年を記念して、物語を募集したコンテスト。
最優秀賞・優秀賞共通で映画公式サイトとパンフレットに応募作品・名前が掲載されるほか、映画パンフレットと『100年大長編ドラえもん』全17巻セットがプレゼントされた。最優秀賞は映画のエンドロールに名前が掲載された。
物語を募集したコンテストは『ドラえもん のび太の海底鬼岩城』の映画化記念として『月刊コロコロコミック』で行われたコンテスト企画『チャレンジ・ザ・ドラえもん』以来であり、募集形式も「400字詰め原稿用紙5枚」と同様になっている。
ドラえもん 4-D アート・アドベンチャー ～のび太の絵世界物語～
ユニバーサル・スタジオ・ジャパンで2025年2月14日から8月17日の期間限定で同作品公開記念の4Dアトラクション。4Dアトラクションオリジナルのひみつ道具が登場。3D映像×振動など特殊効果の融合により、超リアルに再現された。
映画ドラえもんシリーズとユニバーサル・スタジオ・ジャパンがコラボするのは、『のび太の新恐竜』、『STAND BY ME ドラえもん 2』、『のび太と空の理想郷』に続く4回目となる。
ドラえもん映画祭2025
映画シリーズ45周年を記念して、2025年2月1日から3月6日までの期間中、「ドラえもん映画祭2025」が東京・神保町シアターで開催。『のび太の恐竜』（1980年）から『のび太の地球交響楽』（2024年）までの43作品と、当時同時上映された併映作の13作品を上映する。
映画ドラえもんの世界展
主催は「映画ドラえもんの世界展」プロジェクト。髙島屋の大阪（2025年5月9日 - 29日）、柏（2025年7月24日 - 8月4日）、京都S.C.（2025年8月7日 - 8月19日）、大宮（9月17日 - 9月29日）各店舗で開催。映画44作品の未公開制作資料（設定画・絵コンテ）の展示等を行う。

### 関連企画
歴代主題歌アーティストお祝いメッセージ
『映画ドラえもん』の主題歌を担当した歴代のアーティストによるお祝いメッセージを文章または動画として公開。第1弾は岩渕まこと、大杉久美子、堀江美都子、白鳥英美子、島崎和歌子、安田祥子・由紀さおり、知念里奈、島谷ひとみ。第2弾はスキマスイッチ、絢香、青山テルマ、Perfume、Kis-My-Ft2、miwa、山崎まさよし、平井大、NiziU、Vaundy、あいみょん。
一話読み企画「読めば映画がもっと楽しめる! エピソード」
本作にちなんだ『ドラえもん』・『T・Pぼん』・『エスパー魔美』の原作エピソードを期間限定で公開した。公開されたエピソードは『ドラえもん』からは「のび太が消えちゃう?」、「この絵600万円」、「未来世界の怪人」、「大むかし漂流記」、「二十世紀のおとのさま」、「魔女っ子しずちゃん」、「モーゼステッキ」。『T・Pぼん』からは「トロイが亡びた日」、『エスパー魔美』からは「感動しない名画?」。
【ネタバレ注意】みんなで語ろう!『映画ドラえもん のび太の絵世界物語』＜コメント&フリーチャット空間＞
2025年3月7日 - 5月11日19:00までの期間限定でYouTube『【公式】ドラえもん / 藤子・F・不二雄チャンネル』にてネタバレOKのコメント&フリーチャットを公開。
エイプリルフール
2025年4月1日にX (ソーシャル・ネットワーキング・サービス)『【ドラえもん公式】ドラえもんチャンネル』で公開。のび太が本作で描いたドラえもんの絵が、芸術的価値を認められるという内容。その後、寝ているのび太とドラえもんが見ていた夢という種明かしがされた。ドラえもんの絵は同日に川崎市 藤子・F・不二雄ミュージアムでエイプリールフール限定展示がされ、4月9日 - 5月12日の平日（土日祝日・ゴールデンウィーク期間の全日を除く）に再び展示された。

### 特別番組
『映画ドラえもん のび太の絵世界物語』公開直前! サンドウィッチマンとみんな大好き『映画ドラえもん』スペシャル
2025年3月2日、テレビ朝日系列（一部地域を除く）朝10時 - 11時の枠で放送。
| プレゼンター         | サンドウィッチマン、ドラえもん（声の出演 - 水田わさび）                 |
| スタジオゲスト       | 鈴鹿央士、関智一、岩井勇気（ハライチ）、大家志津香                      |
| VTR出演              | あいみょん                                                              |
| ナレーション         | 萩野志保子（テレビ朝日アナウンサー）                                    |
| 撮影                 | 鈴木克典、髙橋大介                                                      |
| VE                   | 石塚英雄                                                                |
| 音声                 | 伊藤康明                                                                |
| イタリアロケ撮影     | 官梅洋子                                                                |
| イタリアロケVE       | 上村理沙                                                                |
| コーディネーター     | Francesca Massa、振古ひとみ、清水リカ（TEA TIME FILM）                  |
| 現地プロデューサー   | Marcantonio Borghese（TEA TIME FILM）、Erica Marchetti（TEA TIME FILM） |
| 編集                 | 齋藤啓太、佐々木有紀                                                    |
| 音効                 | 古屋陸                                                                  |
| MA                   | 堀博勝                                                                  |
| 編成                 | 津戸悠希                                                                |
| 宣伝                 | 川越悠平、呉心怡                                                        |
| 協力                 | 「映画ドラえもん」製作委員会、川崎市 藤子・F・不二雄ミュージアム        |
| AD                   | 田口夏帆、川村倫加                                                      |
| AP                   | 柴田凜、町田晶子                                                        |
| ディレクター         | 中島大輔、横尾隼                                                        |
| プロデューサー       | 川崎栞、黒河内高明（テレビ朝日映像）                                    |
| チーフプロデューサー | 白倉由紀子                                                              |
| 制作協力             | テレビ朝日映像                                                          |
| 制作著作             | テレビ朝日                                                              |